# Période de rotation
La période de rotation est soit la durée mise par un astre (étoile, planète, astéroïde) pour faire un tour sur lui-même (environ 23 h 56 min 4,09 s pour la Terre, par exemple), soit la durée au bout de laquelle une planète retrouve la même orientation par rapport à son étoile (24 h en moyenne pour la Terre, par exemple).
Le terme ne doit pas être confondu avec la période de révolution d'un astre, qui désigne le mouvement orbital d'un corps par rapport à un autre.

## Périodes de rotation sidérale et synodique

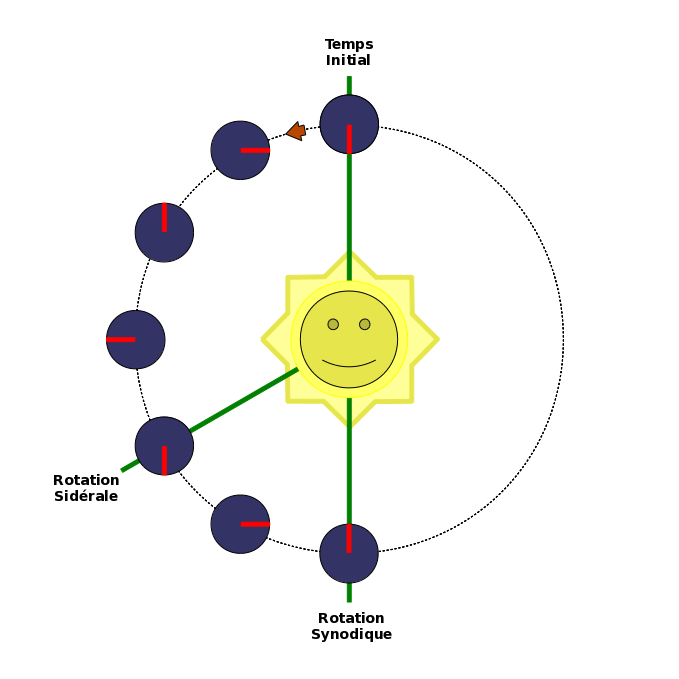
Évolution d'une planète sur son orbite au temps initial, après une rotation sidérale et après une rotation synodique.

Dans le cas d'un astre orbitant autour d'une étoile, on distingue deux rotations :
- la rotation sidérale, temps au bout duquel la planète retrouve la même orientation par rapport aux étoiles environnantes ;
- la rotation synodique, temps au bout duquel la planète retrouve la même orientation par rapport à l'étoile. Elle correspond à la durée du jour.

Les planètes tournant en général dans le même sens sur elles-mêmes qu'autour de leur étoile, leur période de rotation synodique est plus longue que la période de rotation sidérale. Par exemple, la période de rotation sidérale de la Terre est de 23 h 56 min 4,09 s et sa période synodique est en moyenne de 24 h (soit environ 4 min plus longue) : en un an, la Terre a pivoté 365,2422 fois dans le référentiel synodique et 365,2422 + 1 fois dans le référentiel sidéral ; un jour sidéral vaut ainsi 365,2422/366,2422 jour solaire. Plus exactement, comme la référence n'est pas l'année, mais le temps atomique international, le jour contient par définition 86 400 s, et le jour solaire moyen vaut environ un jour ; la valeur de la période de pivotement de la Terre est nominalement :
T = 86 164 s + 98 ms + 903 ns + 697 ps.
Cette période varie d'environ 1 ms sur un an, 5 ms sur 70 ans et augmente régulièrement en moyenne de 1 à 2 ms par siècle, en raison de l'éloignement de 3,84 m par siècle de la Lune (voir rotation synchrone). 
Dans le système solaire, Vénus constitue une exception : planète rétrograde — sa rotation s'effectue dans le sens inverse de sa révolution —, elle a une période de rotation synodique (117 jours) plus courte que sa période de rotation sidérale (243 jours).
Dans le système solaire, la période sidérale d'un astre désigne couramment la période de révolution sidérale, c'est-à-dire le retour à la même position sur l'orbite solaire relativement aux étoiles, notion distincte de la période de rotation sidérale définie ci-dessus.
Le retour à la même position (d'un astre) relativement au Soleil et à la Terre est la période synodique, ou révolution synodique.

### Quelques périodes de rotation sidérale
- Soleil : 26 j (période équatoriale moyenne)
  - Mercure : 59 j
  - Vénus : −243 j (le signe négatif indique une rotation rétrograde)
  - Terre :  23 h 56 min 4,09 s
    - Lune : 27,32 j (égale à sa période de révolution sidérale : rotation synchrone)

  - Mars : 24,61 h
  - Jupiter : 9,83 h
  - Saturne : 10,23 h
  - Uranus : −17 h 14 min
  - Neptune : 18,2 h
  - Pluton : −6,39 j
  - Sedna : 10 h

## Évolution de la période de rotation (étoiles et planètes)

Force de marée exercée par un corps satellite sur un corps principal (planète ou étoile).

Le corps principal s'allonge légèrement sous l'effet de la marée : les deux extrémités du corps principal sont attirées avec une force différente en raison de leur différence de distance au satellite. En raison des frottements, cet allongement est désaxé par rapport au satellite. Il en résulte un couple tendant à modifier la vitesse de rotation qui fait évoluer la période de rotation du corps principal, comme l'explique le schéma ci-contre.
Il s'agit généralement d'un ralentissement de la rotation, sauf lorsque le satellite a une révolution plus rapide que la rotation du corps principal et effectuée dans le même sens que celle-ci. Notamment la période de rotation sidérale de la Terre augmente en raison des frottements dus aux mouvements des marées (dues à l'action conjointe de la Lune et du Soleil) ; la perte de moment angulaire terrestre est compensée (transférée) en partie à la Lune, qui ainsi s'éloigne. 
Le changement de répartition de la matière au sein de la planète (érection de massifs montagneux, fonte de glaciers continentaux) est également susceptible de modifier sa vitesse de rotation.
La variation de la période de rotation de la Terre influe sur la durée du jour, qui dépasse actuellement la moyenne de 24 h de quelques fractions de seconde. Il est ainsi nécessaire d'ajouter régulièrement une seconde intercalaire afin que le temps universel coordonné reste calé sur le cycle diurne.

## Histoire de la découverte
En Occident, la rotation de la Terre a été mise en évidence par Ecphante et Héraclide. Ecphante de Crotone était un philosophe pythagoricien difficile à dater (entre 490 av. J.-C. et le Ier s.). Héraclide du Pont, vers 340 av. J.-C., était un penseur original, élève des pythagoriciens, ami de Platon, auditeur d'Aristote (selon Diogène Laërce, V, 86).